# Сыщики-любители экстра-класса
«Сыщики-любители экстра-класса» (англ. The Persuaders!) — английский комедийный телесериал с участием Тони Кертиса и Роджера Мура, созданный ITC Entertainment и выходивший в Англии и США в 1971—1972 годах.

## Сюжет
Английский лорд Брэтт Синклер и американец Денни Уайлд — богатые плейбои. Судья Фуллтон объединяет их в команду для расследования преступлений, оказавшихся не по зубам полиции. Эти двое — полные противоположности, но стали большими друзьями в ходе своих приключений, постоянно рискуя собственной жизнью ради друга.
Всего было снято 24 серии.
Музыкальную тему «The Persuaders!» написал и исполнил Джон Барри.

## В главных ролях
- Тони Кёртис — Дэниел «Дэни» Уайлд (Danny Wilde) — американский миллионер, плейбой
- Роджер Мур — Брэтт Синклер (Lord Brett Sinclair) (полный титул: Рекс Руперт Эндрю Брэтт Синклер, 16-й граф Менука; лорд, член Палаты лордов, миллионер, плейбой, говорит на 7-ми языках)
- Лоренс Нейсмит — судья Фултон (Judge Fulton)

## В остальных ролях
- Джосс Экленд — 20 серия — Феликс Медоуз
- Эдвард Малин — 3 серия — Тернбол, лондонский цирюльник судьи.

## Автомобили
- Лорд Брэт Синклер в исполнении Роджера Мура ездил на Aston Martin DBS(версия DBS/5636/R)[3] — 1970 года выпуска, цвет «багамский жёлтый» с британским регистрационным знаком BS-1[4]. В серии № 2 — «Золотой Наполеон» номер неожиданно меняется на PPP 6H. А в следующей серии номер опять BS-1.
- Дэнни Уайлд в исполнении Тони Кёртиса ездил на красном Ferrari Dino 246GT[5] (версия 00810) с итальянским регистрационным знаком 221400.MO[3].
- В 19 серии Брэтт и Денни гоняют по пересеченной местности на новеньком Range Rover Classic Брэтта с номером PXC342J

## Факты
- Судья знакомит Дэниела и Брэта в знаменитом отеле Hotel de Paris в Монте Карло.
- Дом Лорда Синклера в Лондоне, это здание по адресу: 15 Queen Anne’s Gate, London[6].
- Роль одного из поместий Синклера исполняет «Osterley Park and House». Также в этом поместье только под другим именем происходят действия в сериале «Святой», серия «Глаз Ангела», с Роджером Муром[7].
- В заставке, когда показывают фотографии Дэнни Уайлда в форме матроса ВМС США и лорда Синклера в форме офицера Королевских ВС Великобритании использованы реальные фотографии Тони Кёртиса и Роджера Мура со времени их службы (Тони Кёртис во время Второй мировой войны служил на флоте США (был ранен), Роджер Мур в войне не участвовал (по возрасту), но после войны проходил службу и имел офицерский чин).
- В 14-й серии крупно показан паспорт Брэта Синклера с его данными. Из них следует что он родился 10.11.30 в местечке Mucknieth в Шотландии. Рост 6 футов 3 дюйма, глаза голубые, блондин.
- В 21-й серии Роджер Мур также играет своих старых родственников двух из которых убивают: сэра Рэндольфа Синклер Статлера и Адмирала Горацио Синклера Хокинса. Также Роджер Мур играет старую тетю Брэта, Агату Синклер.